# Boyce Avenue
Boyce Avenue — американская музыкальная группа из Сарасоты (Флорида). Её название было образовано из наименований двух улиц, где проживали члены группы с испанскими корнями.

## Дискография

### Альбомы
- 2008: All You’re Meant To Be (Universal Republic Records)
- 2010: All We Have Left (3 Peace Records, Universal Republic Records)
- 2016: Road Less Traveled (3 Peace Records)

### Синглы
- 2010: «Every Breath»
- 2011: «Hear Me Now»
- 2012: «Broken Angel»